# Lambruisse
Lambruisse é uma comuna francesa na região administrativa da Provença-Alpes-Costa Azul, no departamento dos Alpes da Alta Provença. Estende-se por uma área de 21,78 km². Em 2010 a comuna tinha 96 habitantes (densidade: 4,4 hab./km²).